# Марк Антоний Юлиан
Марк Антоний Юлиан (на латински: Marcus Antonius Julianus) е римски конник и от 66 – 70 г. прокуратор на провинция Юдея през първото еврейско въстание.
Постъпва на тази служба след Гесий Флор, при който избухва еврейското въстание против Рим. Последван е от Секст Ветулен Цериал.